# Souffleurs de Vers
Souffleurs de Vers is een muziekalbum van de Franse band Ange. Na de bemoeienissen van Steven Wilson van Porcupine Tree met het album Culinaire lingus klinkt Ange steviger dan daarvoor. Daarnaast heeft Wilson ook invloed gehad op de productie van de latere albums; ze klinken veel helderder dan albums daarvoor. Het album is weer helemaal opgehangen aan de composities en teksten van de leider Christian Décamps. Souffleurs de Vers is een woordspeling op Souffleurs de verre, glasblazers, en betekent dus iets in de trant van "liedjesblazers". Het album is opgenomen in de maanden juli, augustus en september 2007 in de geluidsstudio La Noiseraie, de eigen studio van Ange in Haute-Saône.

## Musici
- Christian Décamps – zang, gitaar, toetsinstrumenten
- Tristan Décamps – toetsen, zang
- Caroline Crozat – zang en dans;
- Hassan Hajdi – gitaar, zang
- Thierry Sidhoum – basgitaar;
- Benoit Cazzulini – slagwerk, percussie.

## Composities
Allen van Christian Décamps behalve waar aangegeven:

| Nr. | Titel                                       | Duur  |
| --- | ------------------------------------------- | ----- |
| 1.  | Tous les boomerangs du monde                | 4:52  |
| 2.  | Les éclises                                 | 4:57  |
| 3.  | Dieu est un escroc                          | 8:15  |
| 4.  | Nouvelles du ciel (met Tristan)             | 3:17  |
| 5.  | Interlude (met Crozat)                      | 2:01  |
| 6.  | Où vont les escargots?                      | 4:20  |
| 7.  | Coupée en deux                              | 5:58  |
| 8.  | Les beaux restes                            | 4:19  |
| 9.  | Souffluers de vers (synopsis) (met Tristan) | 3:07  |
| 10. | Souffluers de vers (le film)                | 16:43 |
| 11. | Journal intime                              | 2:33  |